# Гамов (лунный кратер)
Кратер Гамов (лат. Gamow) — большой ударный кратер в северном полушарии обратной стороны Луны. Название присвоено в честь советского и американского физика-теоретика, астрофизика и популяризатора науки Георгия Антоновича Гамова (1904—1968), утверждено Международным астрономическим союзом в 1970 г. Образование кратера относится к донектарскому периоду.

## Описание кратера
Ближайшими соседями кратера являются огромный кратер Шварцшильд на северо-западе; кратер Сирс на севере; кратер Скьеллеруп на северо-востоке; кратер Авогадро на востоке; кратер Оберт на юго-востоке; кратер Штермер на юге и кратер Оливье на юго-западе. Селенографические координаты центра кратера 65°17′ с. ш. 144°39′ в. д. / 65,29° с. ш. 144,65° в. д., диаметр 113,9 км, глубина 2,9 км.
За длительное время своего существования кратер значительно разрушен, вал кратера сглажен и перекрыт множеством импактов, больше всего разрушена восточная часть вала. Северо-западная часть вала перекрыта сателлитным кратером Гамов V (см. ниже), северо-восточная часть – сателлитными кратерами Гамов A и Гамов B. Западная часть внутреннего склона прорезана радиальными канавками. Объем кратера составляет приблизительно 18000 км³. Дно чаши кратера сравнительно ровное, отмечено множеством кратеров различного размера.

## Сателлитные кратеры
| Гамов | Координаты                                              | Диаметр, км |
| ----- | ------------------------------------------------------- | ----------- |
| A     | 67°08′ с. ш. 148°15′ в. д. / 67,13° с. ш. 148,25° в. д. | 27,8        |
| B     | 66°17′ с. ш. 148°52′ в. д. / 66,29° с. ш. 148,86° в. д. | 24,5        |
| U     | 66°23′ с. ш. 136°36′ в. д. / 66,39° с. ш. 136,6° в. д.  | 32,0        |
| V     | 66°08′ с. ш. 139°16′ в. д. / 66,13° с. ш. 139,26° в. д. | 45,0        |
| Y     | 67°42′ с. ш. 143°17′ в. д. / 67,7° с. ш. 143,29° в. д.  | 26,8        |

- Образование сателлитного кратера Гамов U относится к позднеимбрийскому периоду[4].
- Образование сателлитного кратера Гамов V относится к нектарскому периоду[4].